# Euer Weg führt durch die Hölle
Euer Weg führt durch die Hölle (titulada La guerra de la coca en Perú y Guerreros de la jungla en España) es una película de acción alemana de 1984, dirigida por Ernst R. Von Theumer. La película fue rodada en México y Alemania Occidental, pero recrea el escenario de una jungla sudamericana. A pesar de no ser un filme conocido, es protagonizado por Sybil Danning (una famosa actriz estadounidense de cintas clase B) y por Dana Elcar (el jefe de McGyver en la célebre serie de televisión). En Estados Unidos fue titulada Jungle Warriors.

## Argumento
Un grupo de seis hermosas modelos estadounidenses realizan un viaje a Sudamérica para participar de una sesión de fotos en lo profundo de la selva. Sin embargo, al sobrevolar una plantación clandestina de cocaína, su avioneta es derribada por César -un capo de un cartel de drogas- y las mujeres son tomadas prisioneras por su ejército de mercenarios. Entre las modelos se encuentra una bella agente encubierta, que está tras los pasos de este cartel, por lo cual todas las mujeres son llevadas a una mazmorra subterránea para su interrogación. Luego de ser torturadas por la hermana de César y cruelmente violadas por su ejército completo, son encerradas en un calabozo a espera de saber si serán ejecutadas o convertidas en esclavas para “diversión” de los soldados. No obstante, gracias a la ayuda de una anciana sirvienta, las modelos y la agente consiguen escapar de su celda y obtienen armamento para facilitar su huida. En su fuga, las muchachas se encontrarán en medio de una reunión de altos mafiosos de la droga, en la mansión del capo, por lo que deberán combatir fuego contra fuego para tomar venganza y escapar con vida.
La película sigue la línea de la "Sexplotación", género de películas de bajo presupuesto, con alto contenido de nudismo y violencia física y sexual. De hecho, aparte de una toma de decapitación, contiene una larga y cruda escena de flagelo, mostrando a las indefensas mujeres atadas de manos y colgando del techo de un gran calabozo, a merced de docenas de mercenarios, quienes las desnudan para luego abusar violentamente de ellas en forma masiva. Precisamente, esta escena le valió a la película una calificación R (+18) y, consecuencialmente, no pudo llegar a una audiencia masiva. En una reedición de la cinta, la escena fue editada para facilitar su comercialización.
En esta película, el afamado actor Dennis Hopper tuvo participación en un rol secundario, en el personaje del mánager de las modelos, pero en definitiva fue reemplazado por el actor Marjoe Gortner.

## Reparto
- Nina Van Pallandt como Joanna Quinn
- Paul L. Smith como Cesar Santiago
- John Vernon como Vito Mastranga
- Alex Cord como Nick Spilotro
- Sybil Danning como Angel
- Marjoe Gortner como Larry Schecter
- Woody Strode como Luther
- Kai Wulff como Ben Sturges
- Dana Elcar como D'Antoni
- Suzi Horne como Pam Ross
- Mindi Iden como Marci
- Kari Lloyd como Brie Klinger
- Ava Cadell como Didi Belair
- Myra Chason como Cindy Cassidy
- Angela Robinson como Monique Rogers